# Absolutely Live (альбом The Doors)
«Absolutely Live» — це перший концертний альбом гурту «The Doors», опублікований 20 липня 1970 році. Альбом вийшов під лейблом Elektra Records.
В альбомі записані пісні, які виконувались у 1969 та 1970 роках в США. Цей коцертний альбом унікальний тим, що він вийшов ще за часів існування гурту. Альбом досяг восьмого місця на Billboard 200 у вересні 1970 року.

## Запис
Багато концертів було записано під час турне «Roadhouse Blues Tour», який відбувся у 1970 році. Продюсер і давній співавтор гурту Пол Ротшильд стверджував, що ретельно підбирав пісні з концертів для альбому, щоб створити один поєднаний концерт. За словами Ротшильда, найкраща частина пісні з одного виступу, можливо, була об'єднана з іншою частиною тієї ж пісні з іншого виступу. Ротшильд сказав: "Я не міг отримати повноцінних дублів багатьох пісень, тому я іноді між почати з виступу в Детройті, а закінчити у Філадельфії". Однак більшість треків було взято з виступу у Нью-Йорку 17 та 18 січня 1970 року.
В цьому альбомі записано перший в світі виступ гурту «Celebration of the Lizard», який спочатку хотіли записати в студії під час запису альбому «Waiting for the Sun». Альбом також включав кілька нових пісень: «Love Hides», «Build Me a Woman», «Universal Mind», «Dead Rats, Dead Cats» (виконана як преамбула до «Break on Through»).

## Обкладинка
Джим терпіти не міг обкладинку «Absolutely Live». Спочатку передбачалося, що вона буде ефектно шорсткою, а на задньому плані — блакитнувате фото з концерту групи в театрі «Aquarius», де було записано пісню «Celebration of the Lizard». Художнє відділення «Elektra Records» вирішило, що така фотографія недостатньо впадає в очі. Квадратом поверх наявної фотографії на передній обкладинці була накладена кольорова фотографія Джима, зроблена більше року тому в «Hollywood Bowl», і альбом вийшов раніше, ніж про ці зміни дізналися в офісі гурту, і відповідно Джим Моррісон був розлючений. Bloggs, Jerry; Bloggs, Danny (1980). No One Here Gets Out Alive.

## Випуск та критика
«Absolutely Live» було продано 225 000 примірників, що становить половину від продаж попереднього студійного альбому «Morrison Hotel». Критик Глорія Ванджак із журналу Rolling Stone написала різку рецензію на альбом, особливо виділивши виступ Моррісона, і назвавши «Celebration of the Lizard» "прогірклим". Роберт Крістгау з The Village Voice дав більш сприятливий відгук, похваливши його "сильний виступ та аудіо". 

### Перевидання
У 1991 році, на хвилі нової уваги до «Doors», «Absolutely Live» був перевиданий разом з «Alive, She Cried». Цей реліз був виданий на двох компакт-дисках під назвою «In Concert». Наступне перевидання сталося у 1996 році, на одному CD — з оригінальним трек-листом, але з іншою обкладинкою. 2010 року Rhino Entertainment перевидала альбом на 180-грамовому вінілі у оригінальному подвійному форматі LP.

## Композиції
| Перша сторона | Перша сторона                                                                                  | Перша сторона                                                                  | Перша сторона                  |
| #             | Назва                                                                                          | Автори                                                                         | Тривалість                     |
| ------------- | ---------------------------------------------------------------------------------------------- | ------------------------------------------------------------------------------ | ------------------------------ |
| 1.            | «House Announcer»                                                                              |                                                                                | 2:40                           |
| 2.            | «Who Do You Love?»                                                                             | Бо Діддлі                                                                      | 6:02                           |
| 3.            | «Medley": 1. "Alabama Song (Whiskey Bar)" 2. "Back Door Man" 3. "Love Hides" 4. "Five to One"» | # Курт Вайль, Бертольт Брехт 1. Віллі Діксон 2. Джим Моррісон 3. Джим Моррісон | # 1:51 1. 2:22 2. 1:48 3. 4:34 |
| 19:17         |                                                                                                |                                                                                |                                |

| Друга сторона | Друга сторона           | Друга сторона | Друга сторона |
| #             | Назва                   | Автори        | Тривалість    |
| ------------- | ----------------------- | ------------- | ------------- |
| 1.            | «Build Me a Woman»      | Джим Моррісон | 3:33          |
| 2.            | «When the Music's Over» | Джим Моррісон | 16:16         |
| 18:33         |                         |               |               |

| Третя сторона | Третя сторона                          | Третя сторона               | Третя сторона |
| #             | Назва                                  | Автори                      | Тривалість    |
| ------------- | -------------------------------------- | --------------------------- | ------------- |
| 1.            | «Close to You»                         | Віллі Діксон                | 4:04          |
| 2.            | «Universal Mind»                       | Джим Моррісон, Роббі Крігер | 4:54          |
| 3.            | «Petition the Lord with Prayer»        |                             | 0:52          |
| 4.            | «Dead Cats, Dead Rats»                 |                             | 1:57          |
| 5.            | «Break On Through (To the Other Side)» | Джим Моррісон               | 4:41          |
| 16:28         |                                        |                             |               |

| Четверта сторона | Четверта сторона            | Четверта сторона | Четверта сторона |
| #                | Назва                       | Автори           | Тривалість       |
| ---------------- | --------------------------- | ---------------- | ---------------- |
| 1.               | «Celebration of the Lizard» | Джим Моррісон    | 14:25            |
| 2.               | «Soul Kitchen»              | Джим Моррісон    | 7:15             |
| 21:42            |                             |                  |                  |

## Учасники
- Джим Моррісон — вокал
- Рей Манзарек — лід-вокал у пісні «Close To You», бек-вокали, орган
- Роббі Крігер — гітара
- Джон Денсмор — барабани

## Чарти
| Чарти (1970)              | Позиція |
| ------------------------- | ------- |
| Canada Top Albums (RPM)   | 10      |
| UK Albums Chart (OOC)     | 69      |
| Billboard200              | 8       |
| Чарти (2014)              | Позиція |
| Hungarian Albums (Mahasz) | 31      |

## Сертифікати
| Регіон                | Сертифікація | Сертифікавані одиниці/Продаж |
| --------------------- | ------------ | ---------------------------- |
| Австралія (ARIA)      | Золотий      | 35 000                       |
| Австрія (IFPI)        | Золотий      | 25 000                       |
| Канада (Music Canada) | Золотий      | 50 000                       |
| Франція (SNEP)        | Золотий      | 200 000                      |
| США (RIAA)            | Золотий      | 500 000                      |